# Petre Solomon

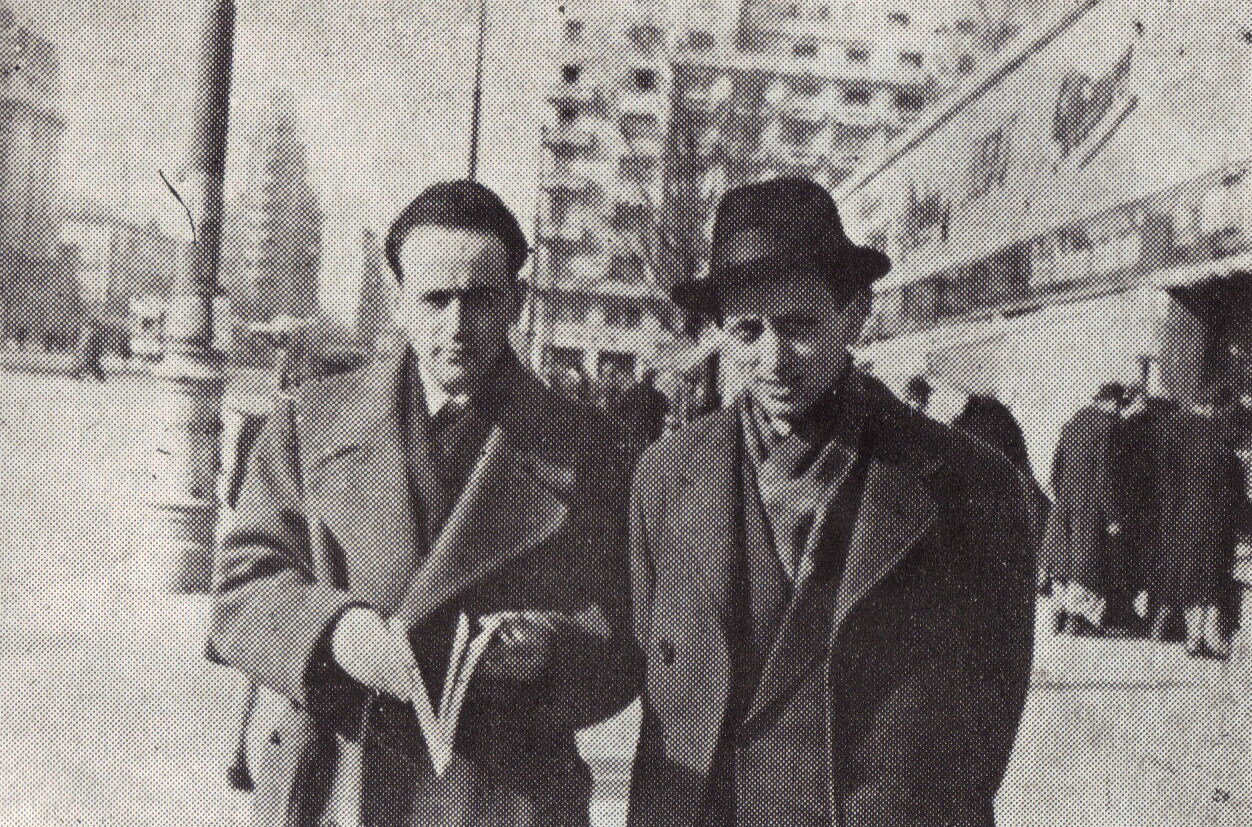
Petre Solomon (rechts) mit Paul Celan in Bukarest (Frühjahr 1947)

Petre Solomon (geboren 15. Februar 1923 in Bukarest; gestorben 28. Oktober 1991 ebenda) war ein rumänischer Schriftsteller und Übersetzer.

## Leben
Petre Solomon konnte wegen der antisemitischen Rassengesetze in Rumänien den Schulbesuch nicht abschließen. Im April 1944 gelang ihm die Emigration nach Palästina. Dort arbeitete er in einem Kibbuz, kehrte aber im August 1946 desillusioniert nach Rumänien zurück und studierte Anglistik an der Universität Bukarest. Er arbeitete wie Paul Celan, damals noch Paul Ancel, im Verlag Cartea Rusă, die beiden schlossen eine anhaltende Freundschaft. Dem Freund zuliebe schrieb Celan einige Gedichte in rumänischer Sprache. Am 2. Mai 1947 erschien Solomons mit Celan abgestimmte Übersetzung des Gedichts Todesfuge (zunächst noch Todestango) unter dem Titel Tangoul morții in der Zeitschrift Contemporanul. Nach Celans Flucht 1948 brach er den Kontakt aus politischer Opportunität bis 1957 und dann nochmal von 1958 bis 1962 ab, was Celan dem Freund aber nicht verübelte. Nach 1966 besuchte dieser Celan mehrmals in Paris.
Solomon arbeitete zunächst bei Cartea Rusă und für die Presseagentur Agerpres, bis er 1952 bei politischen Säuberungen im stalinistischen Rumänien entlassen wurde. Er arbeitete fortan als freier Schriftsteller. 1954 veröffentlichte er seinen ersten Gedichtband Lumina zilei. Er übersetzte Gedichte von Milton, Shakespeare, Byron, Shelley, Victor Hugo, Baudelaire, Rimbaud und Celan und Prosawerke von Balzac, Charles Dickens, Walter Scott, Herman Melville, Mark Twain, Joseph Conrad, Jack London, Joseph Kessel, Ray Bradbury, Graham Greene, Evelyn Waugh. Seine biografischen und literaturkritischen Monografien behandelten Schriftsteller wie John Milton, Mark Twain, Henry James, Arthur Rimbaud und Paul Celan.
1981 erhielt er den Übersetzerpreis der rumänischen Schriftstellervereinigung. Er war mit der Malerin und Kunsthistorikerin Yvonne Hasan (1925–2016) verheiratet. Ein Sohn ist der Filmregisseur Alexandru Solomon.

## Werke
Lyrik
- Lumina zilei (1954)
- Drum spre oameni (1956)
- Relief (1965)
- Între foc și cenușă (1968)
- Umbra necesară (1971)
- Exerciții de candoare. Bukarest: "Cartea Românească", 1974
- Culoarea anotimpurilor (1977)
- Timpul neprobabil (1985)
- Hotarul de hârtie (1988)

Literaturkritik
- Mark Twain sau aventurile umorului. Ed. Tineretului, 1958
- John Milton. Ed. Tineretului, 1962
- Mark Twain, la izvoarele fluviului.Bukarest: Albatros, 1976
- Rimbaud – o călătorie spre centrul cuvântului. Ed. Albatros, 1980
- Henry James, junior. Ed. Albatros, 1988
- Paul Celan – dimensiunea românească, Ed. Kriterion, 1987, 2. Auflage 2008
  - Paul Celan : l'adolescence d'un adieu. Essay. Übersetzung ins Französische Daniel Pujol. Castelnau-le-Lez: Éd. Climats, 1990
  - Paul Celan : the Romanian dimension. Übersetzung ins Englische Emanuela Tegla. Essay J. M. Coetzee. Syracuse, New York: Syracuse University Press, 2019
  - Paul Celan: Die rumänische Dimension. Übersetzung ins Deutsche von Maria Herlo. Edition Noack & Block, Berlin 2023.

Tagebücher
- Yvonne Hasan (Hrsg.): "Am să povestesc cândva aceste zile--" : pagini de jurnal, memorii, însemnări. Bukarest: Editura Vinea, 2006
- Yvonne Hasan (Hrsg.): Un personaj care-mi poartă numele : colaj memorialistic 1923–1947. Bukarest: Humanitas 2016

Übersetzungen (Auswahl)
- mit Nina Cassian: Paul Celan : Versuri. Bukarest: Editura Univers, 1973
- Ray Bradbury: Fahrenheit 451.
- Herman Melville: Bartleby O povestire de pe Wall Street.
- Jack London: Dragoste de viață.
- Graham Greene: Ministerul groazei.
- Graham Greene: La drum cu mătușa-mea.
- mit George Volceanov: William Shakespeare: Sonete. Poeme.